# João de Correia de Brito
João de Correia de Brito est le 15e capitaine-major du Ceylan portugais. 

## Biographie
Contre toute attente au second siège de Colombo par Rajasinha I de Sitawaka en 1587, Brito défend avec succès la dernière garnison portugaise et le roi Dharmapala de Kotte stationnés au fort de Colombo. La garnison comprenait 300 soldats portugais et des forces loyales à Dharmapala. 
En 1594 les forces portugaises et Kotte sont allées capturer le royaume de Sitawaka après la conquête portugaise du royaume de Jaffna en 1591. 